# Ligne 6 du tram de Košice
Pour les articles homonymes, voir Ligne 6.
La ligne 6 du réseau de tram de Košice, en Slovaquie, circule sur le trajet : Nám. Maratónu mieru (Hlavná-Rue principale nord)- Nová nemocnica - Magistát mesta Košice - SOU dopravné - Zimný štadión - Nám. osloboditeľov (Hlavná-Rue principale sud)- Staničné námestie (Gare ferroviaire et routière).

## Horaire
- Horaire Ligne 6

## Tableau des correspondances
| Temps |   | Zone tarifaire | Stations                                                 | Quartier desservi    | Correspondances tram | Autres correspondances                                                                                        |
| ----- | - | -------------- | -------------------------------------------------------- | -------------------- | -------------------- | --- |
| 0     | o | T1             | Nám. Maratónu mieru Place de la paix du Maarathon'       | Staré Mesto (Košice) | 2469R3               | Bus 13,17,19,22,34                                                                                            |
| 2     | o | T1             | Radnica Starého mesta Hôtel de ville de la Vieille Ville | Staré Mesto (Košice) | 24679R3              | Bus 17,19,22,34                                                                                               |
| 4     | o | T1             | Amfiteáter Amphithéâtre                                  | Staré Mesto (Košice) | 69R3R4R7             | Bus 12,18,22 'Bus Expres 50,55 Service de Nuit N1                                                             |
| 6     | o | T1             | Nová nemocnica Nouvel Hôpital                            | Západ (Košice)       | 69R3R4R7             | Bus 12,17,18,19,34 'Bus Expres 50,55 Service de Nuit N1                                                       |
| 7     | o | T1             | Kino Družba Cinéma Družba                                | Západ (Košice)       | 69R3R4R7             | |
| 9     | o | T1             | Magistrát mesta Košice Hôtel de ville de la Košice       | Západ (Košice)       | 69R3R4R7             | Trolleybus 71,72 'Bus Expres 50 Service de Nuit N71                                                           |
| 11    | o | T1             | Bernolákova                                              | Západ (Košice)       | 69R3R4R7             | |
| 13    | o | T1             | Spoločenský pavilón                                      | Západ (Košice)       | 69R3R4R7             | Bus 10,31,34 Service de Nuit N2                                                                               |
| 15    | o | T1             | SOŠ Automobilová                                         | Juh (Košice)         | 56R1R5               | Bus 10,11,20,20L,21,23,25,31 'Bus Expres 52,52L,56 Service de Nuit N1,N2,N3                                   |
| 16    | o | T1             | Idanská                                                  | Juh (Košice)         | 56R1R5               | Service de Nuit N1,N2,N3                                                                                      |
| 17    | o | T1             | Zimný štadión Stade d'hivers                             | Juh (Košice)         | 56R1R5               | Service de Nuit N1,N2,N3                                                                                      |
| 18    | o | T1             | Krajský súd Palais de justice régional                   | Staré Mesto (Košice) | 24567R1R5            | Trolleybus 71,72 'Bus 10,11,20,20L,21,23,25,31 'Bus Expres 50,52,52L,56 Service de Nuit N1,N2,N3,N71          |
| 20    | o | T1             | Dom umenia Maison des arts                               | Staré Mesto (Košice) | 24567R1R5            | Trolleybus 71,72 'Bus 10,11,12,15,16,20,20L,21,23,25,29,31 'Bus Expres 50,52,52L,56 Service de Nuit N1,N3,N71 |
| 22    | o | T1             | Nám. osloboditeľov Place des libérateurs                 | Staré Mesto (Košice) | 234567R1R5           | Trolleybus 71,72 'Bus 10,11,15,16,20,21,23,24,25,28,29,31,33 'Bus Expres 52,56 Service de Nuit N1,N2,N3,N71   |
| 23    | x | T1             | Senný trh Marché au foin                                 | Staré Mesto (Košice) | 2356R1               | 'Bus 20,24,28 'Bus Expres 52,52L                                                                              |
| 25    | o | T1             | Staničné námestie/Station square Place de la gare        | Staré Mesto (Košice) | 2356R1               | 'Bus 16,17,19,21,23,24,27,28,29,33 Service de Nuit N1,N2,N3                                                   |

o Arrêt obligatoire.
x Arrêt sur demande.